# General de infanterie
General de infanterie (germană General der Infanterie) este denumirea unui fost grad militar de general (echivalent cu cel de general cu trei stele din zilele noastre).  Era al treilea grad în ierarhia generalilor, superior celor de general-maior și general-locotenent, dar inferior celor de general-colonel și feldmareșal.
El a fost utlizat în forțele terestre din:
- - armata germană, până la sfârșitul celui de-Al Doilea Război Mondial - Armata Imperială Germană, Reichswehr și Wehrmacht
- - armata austro-ungară, până la sfârșitul Primului Război Mondial
- - armata finlandeză,  în perioada interbelică.

Pentru ofițerii germani proveniți din armele cavalerie și artilerie, denumirea gradului era adaptată corespunzător: „General de cavalerie” (General der Kavallerie), respectiv „General de artilerie” (General der Artillerie).
În 1935, ca urmare a apariției și dezvoltării altor genuri de armă, în cadrul Wehrmacht-ului au mai fost adoptate următoarele denumiri de grad:
- General de tancuri (General der Panzertruppen) - pentru ofițerii proveniți din arma tancuri
- General de vânători (General der Gebirgstruppen) - pentru ofițerii proveniți din arma vânători de munte
- General de parașutiști (General der Fallschirmtruppen) - pentru ofițerii proveniți din trupele aero-purtate
- General de transmisiuni (General der Nachrichtentruppen) pentru ofițerii proveniți din arma transmisiuni

În Forțele Aeriene - Luftwaffe, gradul echivalent era „General aviator” (General der Flieger).
În practică, pentru adresare se folosea doar termenul de  General, fără specificarea armei de proveniență.